# Carex schuetzeana
Carex schuetzeana är en halvgräsart som beskrevs av Ernst Figert. Carex schuetzeana ingår i släktet starrar, och familjen halvgräs. Inga underarter finns listade i Catalogue of Life.